# Sybaris nigrifinis
Sybaris nigrifinis is een kever uit de familie van oliekevers (Meloidae). De wetenschappelijke naam van de soort is voor het eerst geldig gepubliceerd in 1858 door Francis Walker.